# Torneo Apertura 2002 (Chile)
El Campeonato Nacional de Apertura “BancoEstado” de Primera División de Fútbol Profesional, año 2002 fue el Primer torneo de la temporada 2002 de la primera división chilena de fútbol. Comenzó el 16 de febrero y finalizó el 30 de junio de 2002.
El trofeo fue ganado por Universidad Católica, tras empatar con Rangers por 1-1 en el Fiscal de Talca y golear por 4-0  en el Estadio San Carlos de Apoquindo, en el partido definitorio. El equipo cruzado conseguía de esta manera su octava estrella en el fútbol chileno.

## Equipos por región
| Región               | N.º | Equipos |
| -------------------- | --- | --- |
| Región Metropolitana | 7   | Audax Italiano, Colo-Colo, Palestino, Santiago Morning, Unión Española, Universidad Católica y Universidad de Chile |
| Valparaíso           | 2   | Santiago Wanderers y Unión San Felipe                                                                               |
| Biobío               | 2   | Deportes Concepción y Huachipato                                                                                    |
| Antofagasta          | 1   | Cobreloa |
| Atacama              | 1   | Cobresal |
| Coquimbo             | 1   | Coquimbo Unido |
| Maule                | 1   | Rangers |
| Araucanía            | 1   | Deportes Temuco |

|
| Audax Italiano Universidad de Chile Colo-Colo Universidad Católica Unión Española Palestino Santiago Morning |

|}

## Fase Clasificatoria

### Grupo A
| Pos | Equipo             | Pts | PJ | G | E | P | GF | GC | DIF |
| --- | ------------------ | --- | -- | - | - | - | -- | -- | --- |
| 1   | Santiago Wanderers | 25  | 15 | 7 | 4 | 4 | 24 | 20 | 4   |
| 2   | Huachipato         | 16  | 15 | 4 | 4 | 7 | 24 | 31 | -7  |
| 3   | Santiago Morning   | 15  | 15 | 4 | 3 | 8 | 23 | 25 | -2  |
| 4   | Cobresal           | 12  | 15 | 3 | 3 | 9 | 19 | 36 | -17 |

### Grupo B
| Pos | Equipo               | Pts | PJ | G | E | P | GF | GC | DIF |
| --- | -------------------- | --- | -- | - | - | - | -- | -- | --- |
| 1   | Universidad Católica | 29  | 15 | 8 | 5 | 2 | 40 | 22 | 18  |
| 2   | Palestino            | 26  | 15 | 6 | 8 | 1 | 29 | 21 | 8   |
| 3   | Deportes Temuco      | 23  | 15 | 6 | 5 | 4 | 33 | 27 | 6   |
| 4   | Audax Italiano       | 21  | 15 | 6 | 3 | 6 | 18 | 21 | -3  |

### Grupo C
| Pos | Equipo               | Pts | PJ | G | E | P | GF | GC | DIF |
| --- | -------------------- | --- | -- | - | - | - | -- | -- | --- |
| 1   | Universidad de Chile | 25  | 15 | 7 | 4 | 4 | 28 | 23 | 5   |
| 2   | Rangers              | 24  | 15 | 6 | 6 | 3 | 21 | 15 | 6   |
| 3   | Cobreloa             | 19  | 15 | 5 | 4 | 6 | 28 | 27 | 1   |
| 4   | Deportes Concepción  | 14  | 15 | 4 | 2 | 9 | 18 | 28 | -10 |

### Grupo D
| Pos | Equipo           | Pts | PJ | G | E | P | GF | GC | DIF |
| --- | ---------------- | --- | -- | - | - | - | -- | -- | --- |
| 1   | Colo-Colo        | 30  | 15 | 9 | 3 | 3 | 29 | 16 | 13  |
| 2   | Unión San Felipe | 18  | 15 | 5 | 3 | 7 | 21 | 24 | -3  |
| 3   | Coquimbo Unido   | 18  | 15 | 5 | 3 | 7 | 17 | 26 | -9  |
| 4   | Unión Española   | 14  | 15 | 4 | 2 | 9 | 17 | 27 | -10 |

 Pts=Puntos; PJ=Partidos jugados; G=Partidos ganados; E=Partidos empatados; P=Partidos perdidos; GF=Goles a favor; GC=Goles en contra; DIF=Diferencia de gol
|  | Clasificado a ronda eliminatoria |
|  | Eliminado                        |

### Tabla General
| Pos | Equipo               | Pts | PJ | G | E | P | GF | GC | DIF |
| --- | -------------------- | --- | -- | - | - | - | -- | -- | --- |
| 1   | Colo-Colo            | 30  | 15 | 9 | 3 | 3 | 29 | 16 | 13  |
| 2   | Universidad Católica | 29  | 15 | 8 | 5 | 2 | 40 | 22 | 18  |
| 3   | Palestino            | 26  | 15 | 6 | 8 | 1 | 29 | 21 | 8   |
| 4   | Universidad de Chile | 25  | 15 | 7 | 4 | 4 | 28 | 23 | 5   |
| 5   | Santiago Wanderers   | 25  | 15 | 7 | 4 | 4 | 24 | 20 | 4   |
| 6   | Rangers              | 24  | 15 | 6 | 6 | 3 | 21 | 15 | 6   |
| 7   | Deportes Temuco      | 23  | 15 | 6 | 5 | 4 | 33 | 27 | 6   |
| 8   | Audax Italiano       | 21  | 15 | 6 | 3 | 6 | 18 | 21 | -3  |
| 9   | Cobreloa             | 19  | 15 | 5 | 4 | 6 | 28 | 27 | 1   |
| 10  | Unión San Felipe     | 18  | 15 | 5 | 3 | 7 | 21 | 24 | -3  |
| 11  | Coquimbo Unido       | 18  | 15 | 5 | 3 | 7 | 17 | 26 | -9  |
| 12  | Huachipato           | 16  | 15 | 4 | 4 | 7 | 24 | 31 | -7  |
| 13  | Santiago Morning     | 15  | 15 | 4 | 3 | 8 | 23 | 25 | -2  |
| 14  | Deportes Concepción  | 14  | 15 | 4 | 2 | 9 | 18 | 28 | -10 |
| 15  | Unión Española       | 14  | 15 | 4 | 2 | 9 | 17 | 27 | -10 |
| 16  | Cobresal             | 12  | 15 | 3 | 3 | 9 | 19 | 36 | -17 |

|  | Clasificado a la Definición Pre-Libertadores |

## Ronda eliminatoria
Se jugaron entre el 1 y el 9 de junio de 2002. En la tabla se muestran los equipos según la localía en el partido de ida. En negrita los equipos clasificados a cuartos de final. Deportes Temuco y Santiago Wanderers clasificaron a cuartos de final como mejores perdedores. No contaron los goles de visita. Si ambos equipos ganan un partido se define por gol de oro y si la igualdad persiste se define por penales
| Equipo local     | Equipo visitante     | Ida   | Vuelta | Puntos            |
| ---------------- | -------------------- | ----- | ------ | ----------------- |
| Huachipato       | Universidad Católica | 1 - 0 | 0 - 3  | 3 - 3 Gol de oro  |
| Coquimbo Unido   | Palestino            | 0 - 2 | 0 - 0  | 1 - 4             |
| Cobreloa         | Santiago Wanderers   | 2 - 1 | 1 - 3  | 3 - 3 Penales 4-3 |
| Santiago Morning | Colo-Colo            | 0 - 4 | 2 - 6  | 0 - 6             |
| Unión San Felipe | Universidad de Chile | 2 - 1 | 1 - 6  | 3 - 3 gol de oro  |
| Deportes Temuco  | Rangers              | 1 - 2 | 2 - 2  | 1 - 4 gol de oro  |

## Cuartos de final
Se jugaron entre el 11 y el 16 de junio de 2002. En la tabla se muestran los equipos según la localía en el partido de ida. En negrita los equipos clasificados a semifinales.
| Equipo local       | Equipo visitante     | Ida   | Vuelta | Puntos              |
| ------------------ | -------------------- | ----- | ------ | ------------------- |
| Rangers            | Palestino            | 0 - 0 | 1 - 1  | 2 - 2 gol de visita |
| Deportes Temuco    | Universidad Católica | 0 - 1 | 2 - 2  | 1 - 4               |
| Cobreloa           | Colo-Colo            | 2 - 5 | 2 - 2  | 1 - 4               |
| Santiago Wanderers | Universidad de Chile | 3 - 3 | 1 - 2  | 1 - 4               |

## Semifinales
Se jugaron entre el 19 y el 23 de junio de 2002. En la tabla se muestran los equipos según la localía en el partido de ida. En negrita los equipos clasificados a la final.
| Equipo local         | Equipo visitante     | Ida   | Vuelta | Puntos |
| -------------------- | -------------------- | ----- | ------ | ------ |
| Universidad de Chile | Universidad Católica | 3 - 3 | 1 - 2  | 1 - 4  |
| Rangers              | Colo-Colo            | 2 - 1 | 2 - 2  | 4 - 1  |

## Final

### Partido de ida
| 1  | POR | Nicolás Peric     |     |
| 22 | DEF | Gustavo Semino    |     |
| 5  | DEF | Gonzalo Favre     |     |
| 19 | DEF | Marcos González   |     |
| 13 | DEF | Darwin Pérez      |     |
| 2  | MED | Boris González    |     |
| 27 | MED | Juan Beltrán      | 63' |
| 28 | MED | Marcio Dos Santos | 55' |
| 10 | MED | Matías Guerrero   |     |
| 9  | MED | Rubén Vallejos    |     |
| 11 | DEL | Luis Díaz         |     |
| DT | DT  | Óscar del Solar   |     |

| 1  | POR | Jonny Walker       |     |
| 5  | DEF | Pablo Lenci        |     |
| 3  | DEF | Miguel Ramírez     |     |
| 4  | MED | Cristián Álvarez   |     |
| 15 | MED | Mauricio Segovia   |     |
| 6  | DEF | Jorge Acuña        |     |
| 10 | MED | Patricio Ormazábal |     |
| 23 | MED | Eduardo Arancibia  | 52' |
| 11 | MED | Jorge Luis Campos  | 76' |
| 9  | DEL | Iván Gabrich       | 46' |
| 19 | DEL | Arturo Norambuena  |     |
| DT | DT  | Juvenal Olmos      |     |

| 23 | DEL | Mauricio Risso      | 63' |
| 8  | DEL | Oscar Fabián Ibarra | 55' |

| 24 | MED | Daniel Pérez      | 46' |
| 8  | MED | Milovan Mirosevic | 52' |
| 18 | MED | Rodrigo Barrera   | 76' |

|  | 90+1' | Mauricio Risso |

|  | 58' | Daniel Pérez |

|  | ' | Milovan Mirosevic |
|  | ' | Jorge Acuña       |

| Árbitro | Guido Aros |

| 1  | POR | Nicolás Peric     |     |
| 22 | DEF | Gustavo Semino    |     |
| 5  | DEF | Gonzalo Favre     |     |
| 19 | DEF | Marcos González   |     |
| 13 | DEF | Darwin Pérez      |     |
| 2  | MED | Boris González    |     |
| 27 | MED | Juan Beltrán      | 63' |
| 28 | MED | Marcio Dos Santos | 55' |
| 10 | MED | Matías Guerrero   |     |
| 9  | MED | Rubén Vallejos    |     |
| 11 | DEL | Luis Díaz         |     |
| DT | DT  | Óscar del Solar   |     |

| 1  | POR | Jonny Walker       |     |
| 5  | DEF | Pablo Lenci        |     |
| 3  | DEF | Miguel Ramírez     |     |
| 4  | MED | Cristián Álvarez   |     |
| 15 | MED | Mauricio Segovia   |     |
| 6  | DEF | Jorge Acuña        |     |
| 10 | MED | Patricio Ormazábal |     |
| 23 | MED | Eduardo Arancibia  | 52' |
| 11 | MED | Jorge Luis Campos  | 76' |
| 9  | DEL | Iván Gabrich       | 46' |
| 19 | DEL | Arturo Norambuena  |     |
| DT | DT  | Juvenal Olmos      |     |

| 23 | DEL | Mauricio Risso      | 63' |
| 8  | DEL | Oscar Fabián Ibarra | 55' |

| 24 | MED | Daniel Pérez      | 46' |
| 8  | MED | Milovan Mirosevic | 52' |
| 18 | MED | Rodrigo Barrera   | 76' |

|  | 90+1' | Mauricio Risso |

|  | 58' | Daniel Pérez |

|  | ' | Milovan Mirosevic |
|  | ' | Jorge Acuña       |

| Árbitro | Guido Aros |

### Partido de vuelta
| 1  | POR | Jonny Walker       |     |
| 5  | DEF | Pablo Lenci        |     |
| 3  | DEF | Miguel Ramírez     |     |
| 15 | DEF | Mauricio Segovia   |     |
| 4  | MED | Cristián Álvarez   |     |
| 6  | MED | Jorge Acuña        | 64' |
| 10 | DEF | Patricio Ormazábal | 76' |
| 11 | MED | Jorge Luis Campos  |     |
| 8  | MED | Milovan Mirosevic  |     |
| 24 | DEL | Daniel Pérez       | 77' |
| 19 | DEL | Arturo Norambuena  |     |
| DT | DT  | Juvenal Olmos      |     |

| 22 | POR | Nicolás Peric   |     |
| 17 | DEF | Darwin Pérez    |     |
| 4  | DEF | Gustavo Semino  |     |
| 5  | DEF | Gonzalo Favre   |     |
| 3  | DEF | Marcos González |     |
| 21 | MED | Manuel Avendaño | 46' |
| 13 | MED | Boris González  | 61' |
| 18 | MED | Juan Beltrand   |     |
| 8  | MED | Matías Guerrero |     |
| 7  | DEL | Mauricio Risso  |     |
| 11 | DEL | Luis Díaz       | 52' |
| DT | DT  | Óscar del Solar |     |

| 18 | DEL | Rodrigo Barrera   | 76' |
| 23 | MED | Eduardo Arancibia | 64' |
| 9  | DEL | Iván Gabrich      | 77' |

| 21 | MED | Marcio Dos Santos | 46' |
| 14 | DEF | Luis Guajardo     | 61' |
| 9  | DEL | Rubén Vallejos    | 52' |

|  | 45' | Arturo Norambuena |
|  | 46' | Arturo Norambuena |
|  | 62' | Daniel Pérez      |
|  | 73' | Milovan Mirosevic |

|  |

|  | ' | Arturo Norambuena |
|  | ' | Daniel Pérez      |

|  | ' | Marcos González |
|  | ' | Manuel Avendaño |
|  | ' | Luis Guajardo   |
|  | ' | Mauricio Risso  |

| Árbitro | Carlos Chandía |

| 1  | POR | Jonny Walker       |     |
| 5  | DEF | Pablo Lenci        |     |
| 3  | DEF | Miguel Ramírez     |     |
| 15 | DEF | Mauricio Segovia   |     |
| 4  | MED | Cristián Álvarez   |     |
| 6  | MED | Jorge Acuña        | 64' |
| 10 | DEF | Patricio Ormazábal | 76' |
| 11 | MED | Jorge Luis Campos  |     |
| 8  | MED | Milovan Mirosevic  |     |
| 24 | DEL | Daniel Pérez       | 77' |
| 19 | DEL | Arturo Norambuena  |     |
| DT | DT  | Juvenal Olmos      |     |

| 22 | POR | Nicolás Peric   |     |
| 17 | DEF | Darwin Pérez    |     |
| 4  | DEF | Gustavo Semino  |     |
| 5  | DEF | Gonzalo Favre   |     |
| 3  | DEF | Marcos González |     |
| 21 | MED | Manuel Avendaño | 46' |
| 13 | MED | Boris González  | 61' |
| 18 | MED | Juan Beltrand   |     |
| 8  | MED | Matías Guerrero |     |
| 7  | DEL | Mauricio Risso  |     |
| 11 | DEL | Luis Díaz       | 52' |
| DT | DT  | Óscar del Solar |     |

| 18 | DEL | Rodrigo Barrera   | 76' |
| 23 | MED | Eduardo Arancibia | 64' |
| 9  | DEL | Iván Gabrich      | 77' |

| 21 | MED | Marcio Dos Santos | 46' |
| 14 | DEF | Luis Guajardo     | 61' |
| 9  | DEL | Rubén Vallejos    | 52' |

|  | 45' | Arturo Norambuena |
|  | 46' | Arturo Norambuena |
|  | 62' | Daniel Pérez      |
|  | 73' | Milovan Mirosevic |

|  |

|  | ' | Arturo Norambuena |
|  | ' | Daniel Pérez      |

|  | ' | Marcos González |
|  | ' | Manuel Avendaño |
|  | ' | Luis Guajardo   |
|  | ' | Mauricio Risso  |

| Árbitro | Carlos Chandía |

## Campeón
| Bandera de Chile     |
| Universidad Católica |
| 8° título            |

## Goleadores
| Jugador              | Jugador            | Goles | Equipo               |
| -------------------- | ------------------ | ----- | -------------------- |
| Bandera de Chile     | Sebastián González | 18    | Colo-Colo            |
| Bandera de Chile     | Ignacio Quinteros  | 14    | Colo-Colo            |
| Bandera de Chile     | Arturo Norambuena  | 14    | Universidad Católica |
| Bandera de Chile     | Juan Quiroga       | 13    | Deportes Temuco      |
| Bandera de Argentina | Luis Rueda         | 12    | Universidad de Chile |
| Bandera de Chile     | Joel Soto          | 11    | Santiago Wanderers   |
| Bandera de Uruguay   | Osvaldo Canobbio   | 11    | Cobreloa             |
| Bandera de Chile     | Luis Díaz          | 10    | Rangers              |
| Bandera de Chile     | Milovan Mirosevic  | 9     | Universidad Católica |
| Bandera de Chile     | Mauricio Pinilla   | 8     | Universidad de Chile |
| Bandera de Argentina | Francis Ferrero    | 8     | Unión San Felipe     |
| Bandera de Uruguay   | Silvio Fernández   | 8     | Santiago Wanderers   |
| Bandera de Argentina | Sergio Gioino      | 7     | Huachipato           |
| Bandera de Chile     | Héctor Tapia       | 7     | Palestino            |